# Опсада Дамијете (1249)
Опсада Дамијете 1249. године део је Седмог крсташког рата. Крсташи лако освајају овај муслимански град и убрзо настављају са продором ка Мансураху.

## Опсада
Дана 28. августа 1248. године француска флота креће у Свету земљу. На Кипар стиже 18. септембра. Уз краља Луја IX, ту су били и краљица Маргарета од Провансе и два краљева брата: Роберт I од Артоа и Карло Анжујски. Тамо су провели зиму и маја 1249. године крећу са Кипра ка Дамијети. Након кратке борбе крсташи улазе у Дамијету. Вест о овој лакој крсташкој победи улила је страх у муслимане. Египатски султан је Лују понудио Јерусалим уз услов да крсташи одустану од похода на Египат. Сходно својој филозофији о непреговарању са муслиманима, Луј одбија понуду. 20. новембра крсташи настављају са продором и крећу ка Мансураху.